# Eric Gerets
Eric Maria Gerets (Rekem, 18 de maig de 1954) fou un futbolista belga de les dècades de 1970 i 1980.
Els clubs on jugà més temporades foren el Standard Liège i el PSV Eindhoven. També jugà al AC Milan i MVV Maastricht. Fou 86 cops internacional amb la selecció belga de futbol, amb la qual disputà l'Eurocopa de 1980 i els Mundials de 1982, 1986 i 1990.
La seva carrera com a entrenador l'ha portat a clubs com el Club Brugge, PSV, 1. FC Kaiserslautern, Olympique de Marseille, Al-Hilal, la selecció del Marroc, o Al Jazira Club.

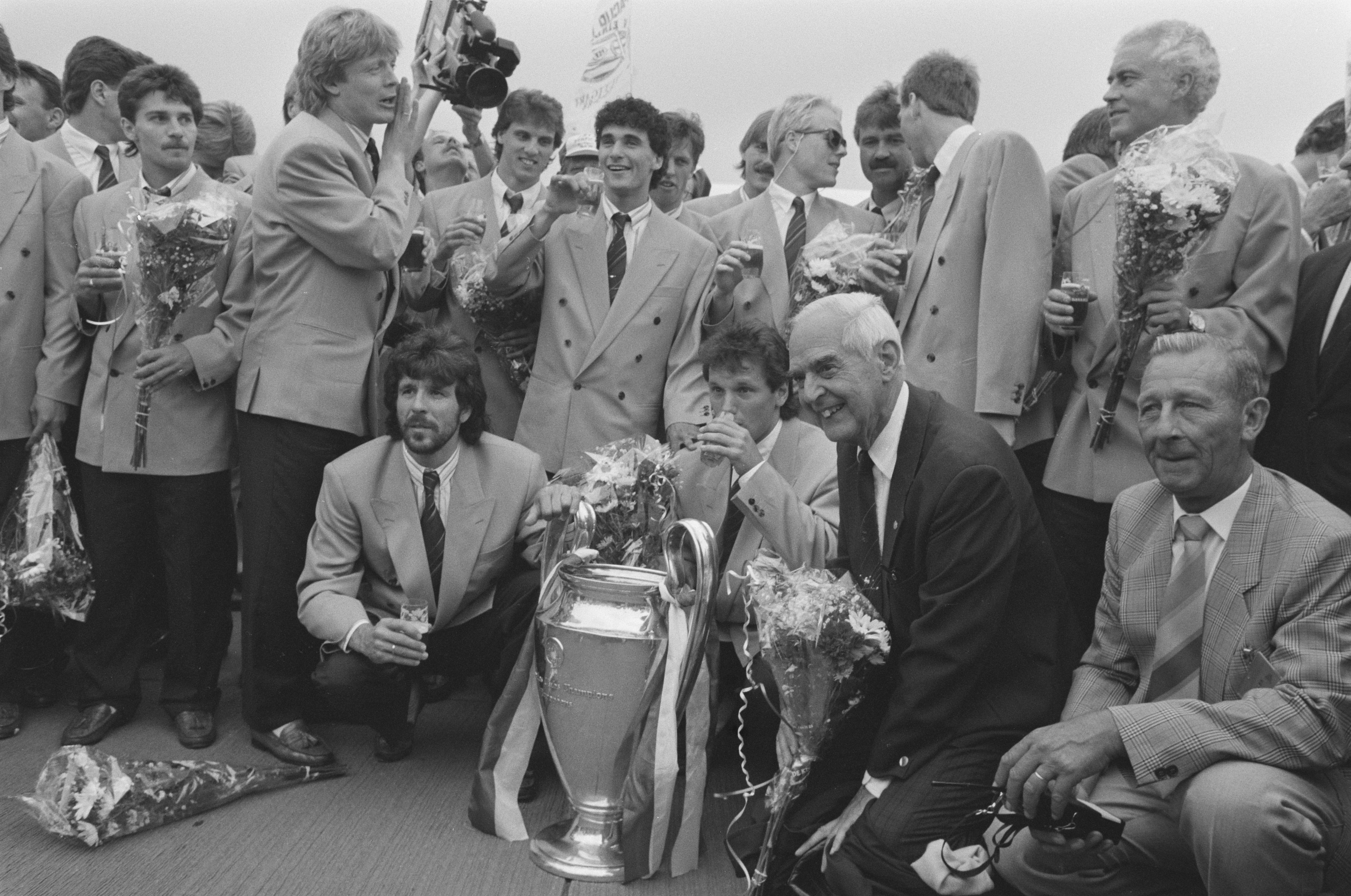
Gerets (esquerra) i Frits Philips (dreta) amb la copa d'Europa.

## Palmarès
Com a jugador
Standard Liège
- Lliga belga de futbol: 1981-82, 1982-83
- Copa belga de futbol: 1980-81
- Supercopa belga de futbol: 1981

PSV
- Lliga neerlandesa de futbol: 1985-86, 1986-87, 1987-88, 1988-89, 1990-91, 1991-92
- Copa neerlandesa de futbol: 1987-88, 1988-89, 1989-90
- Copa d'Europa de futbol: 1987-88

Com a entrenador
Lierse
- Lliga belga de futbol: 1996-97

Club Brugge
- Lliga belga de futbol: 1997-98
- Supercopa belga de futbol: 1998

PSV
- Lliga neerlandesa de futbol: 1999-00, 2000-01
- Supercopa neerlandesa de futbol: 2000, 2001

Galatasaray
- Lliga turca de futbol: 2005-06

Al-Hilal
- Lliga saudita de futbol: 2009-10
- Copa del Príncep de la Corona saudita de futbol: 2010

Marroc
- Copa Àrab de Nacions: 2012

Lekhwiya
- Lliga qatariana de futbol: 2013-14
- Copa Príncep de la Corona de Qatar: 2013